# Великий кравчий Франции
Великий кравчий Франции (фр. grand bouteiller de France) — один из высших чинов короны Франции. Примерно соответствует придворному чину кравчего в России и обер-шенка в германских странах и Российской империи.
Должность кравчего (bouteiller, латинизированная форма — buticularius) появилась при первых Капетингах, и входила в число четырех главных придворных чинов (наряду с камергером, сенешалем и коннетаблем). В актах Филиппа I кравчий стоит на третьем месте, между камергером и коннетаблем, а между 1110 и 1120 поднимается на второе. Из документов XI — XII веков не вполне ясен круг обязанностей этого должностного лица; известно, что он управлял виноградниками королевского домена, выполнял судейские функции при дворе, и заведовал рентой, получаемой с аббатств, основанных королём. В подчинении кравчего находился штат виночерпиев.
Кравчие Гуго и Энгенуль, по-видимому, имели большое влияние при дворе Генриха I. В правления Людовика VI и Людовика VII должность кравчего принадлежала представителям семьи де ла Тур, сеньорам Санлиса, которые исполняли её в течение столетия. Для XII века это единственный случай, когда один из высших чинов наследовался в одном роду на протяжении нескольких поколений. Данное обстоятельство объясняется тем, что сеньоры Санлиса не принадлежали к высшей знати, не имели значительных владений и были преданны Капетингам.
В XIV веке должность преобразована в почетный титул «великого кравчего Франции», который отныне лишь номинально заведовал снабжением вином. В XVI веке великий кравчий был одним из главных сановников, но затем эта должность постепенно утрачивала значение. С 1703 её обладатель именовался «главным виночерпием Франции» (grand-échanson de France).

## Кравчие и великие кравчие Франции
- ? — ? — Энгенуль (упоминается в 1043)
- ? — 1060 — Гуго
- 1060 — ? — Готье
- ? — 1065 — Энгенуль
- 1065/1066 — Ги
- 1065/1066 — 1069/1070 — Энгенуль
- 1069/1070 — 1073/1074 — Ги
- 1073/1074 — 1080/1082 — Эрве де Монморанси
- 1080/1082 — 1085 — Алар
- 1085 — 1090/1091 — Ланселен
- ? — ? — Милон (упоминается в 1092)
- до 1101 — ? — Пайен Орлеанский
- 1129—1147 — Гильом де Санлис
- 1147 — ? — Ги III де Санлис
- ? — 1223 — Ги IV де Санлис
- 1223 — ? — Роберт I де Куртене-Шампиньель (ум. 1239)
- ? — до 1248 — Этьен II де Сансер
- 1258—1296 — Жан Акрский (ум. 1296)
- 1296—1317 — Ги III (IV) де Шатийон-Сен-Поль (ум. 1317), граф де Сен-Поль
- 1317—1336 — Анри IV де Сюлли
- 1336 — до 1346 — Миль де Нуайе
- до 1350—1361 — Жан III де Шалон-Осер (ум. 1379), граф Осера и Тоннера
- 1364—1381 — Иоганн II фон Саарбрюккен (ум. 1381)
- ок. 1384 — Ангерран VII де Куси
- 1385 — Ги Дама, сеньор де Кузан и де ла Перьер
- 1386—1389 — Луи де Жиак
- 1397 — ? — Жак I де Бурбон-Прео (1346—1417)
- 1402—1410 — Гийом IV де Мелён, граф де Танкарвиль (ум. 1415)
- 1409—1413 — Шарль де Савуази
- 1410 — Пьер дез Эссар
- 1410—1412 — Валеран III де Люксембург-Линьи, граф де Сен-Поль
- 1412—1415 — Жан I де Крой (ум. 1415)
- 1413—1415 — Роберт де Бар (ум. 1415)
- 1413—1415 — Жан де Кран, главный виночерпий
- 1415 — ? — Жан д'Эстутвиль
- 1418 — после 1424 — Жан I де Нёшатель, сеньор де Монтегю (ок. 1378—1433)
- ? — ? — Жак де Динан (упомянут в 1427)
- ? — ? — Жан де Ронивенан (упомянут в 1442)
- ? — ? — Гийом де Ронивенан (упомянут в 1446)
- ок. 1464 — Антуан де Шатонеф
- ? — ? — Жан дю Фу (упомянут в 1470)
- 1498—1516 — Шарль де Роган-Жье (ум. 1528), граф де Гиз, сеньор де Жье
- 1516—1519 — Франсуа Баратон (ум. 1519), сеньор де ла Рош и де Шандите
- 1520—1532 — Адриан де Анже (ум. 1532), сеньор де Жанли
- 1533—1563 — Луи IV де Бёй (1498—1563), граф де Сансер
- 1563—1638 — Жан VII де Бёй (ум. 1638), граф де Сансер
- 1638—1640 — Рене де Бёй (ум. 1640), граф де Сансер и де Маран
- 1640 — ? — Жан VIII де Бёй (ум. 1665), граф де Маран
- ? — ? — Пьер де Перьен (ум. 1670), маркиз де Кренан
- ? — 1702 — Луи де Бопуаль де Сент-Олер (1663—1702), маркиз де Ланмари
- 1703—1731 — Марк Антуан де Бопуаль де Сент-Олер (1689—1749), маркиз де Ланмари, сын предыдущего, главный виночерпий Франции
- 1731—1756 — Андре де Жиронд (1694—1770), граф де Бюрон, главный виночерпий Франции
- 1756—1791 — Эзеб Феликс Шапу де Вернёй (1720—1791), маркиз де Вернёй, главный виночерпий Франции